# Kureopatora
Pour les articles homonymes, voir Cléopâtre (film) et Cléopâtre.
Kureopatora (クレオパトラ, littéralement « Cléopâtre ») est un anime japonais réalisé par Osamu Tezuka et Eiichi Yamamoto, sorti en 1970. Le film est connu pour appartenir à la trilogie de films pour adultes (érotiques) « Animerama » produite par Mushi Production dans les années 1970.

## Synopsis
Trois hommes s'embarquent dans une machine à remonter le temps, jusqu'à l'époque de Cléopâtre et de l'Égypte ancienne. Mais bien loin de l'idée qu'il s'en faisait, ils débarquent dans un monde où les artifices et l'érotisme règnent.

## Fiche technique
- Titre : Kureopatora
- Titre japonais : クレオパトラ
- Titre américain : Cleopatra: Queen of Sex
- Réalisation : Osamu Tezuka et Eiichi Yamamoto
- Scénario : Shigemi Satoyoshi
- Pays :  Japon
- Genre : Anime
- Durée : 112 minutes (1 h 52)
- Dates de sortie :
  -  Japon : 15 septembre 1970
  -  États-Unis : 24 avril 1972

## Distribution
- Chinatsu Nakayama : Cléopâtre
- Hajime Hana : César
- Nachi Nozawa : Octave
- Osami Nabe : Antonius
- Kazuko Imai : Calpania
- Mineko Yoshimura : Libye
- Nobuo Tsukamoto : Ionius
- Susumu Abe : Cabagonis
- Tsubame Yanagiya : Rupa
- Yoshiro Kato : Chef Tarabahha[1]

## Anecdotes
- À sa sortie aux États-Unis, le film a été classé X à la suite d'un oubli d'enregistrement au MPAA, alors qu'il ne mérite pas une telle catégorie (la critique le qualifie de « film pour enfant avec des seins nus »[2]). Le film a de plus été largement censuré[3].
- Le film contient de nombreuses références aux anime de l'époque, tel que Kamui Gaiden ou Gegege no Kitaro[3].
- Second film des Animerama, ce film se veut plus érotique que son prédécesseur (Les Milles et une nuits)[4].